# Рожново (городской округ Истра)
Рожново — деревня в Лучинском сельском поселении Истринского района Московской области. Население — 19 чел. (2010), в деревне 2 улицы, зарегистрировано 1 садовое товарищество. Автобусное сообщение с Истрой (автобус № 29) — до Буньково.
Находится примерно в 5 км на юг от Истры, высота над уровнем моря 204 м. С востока к деревне примыкает Буньково, в 1 км на западе — Крючково и Пионерский.

## Население
| 2002 | 2006 | 2010 |
| ---- | ---- | ---- |
| 20   | ↗26  | ↘19  |